# Bab Christensen

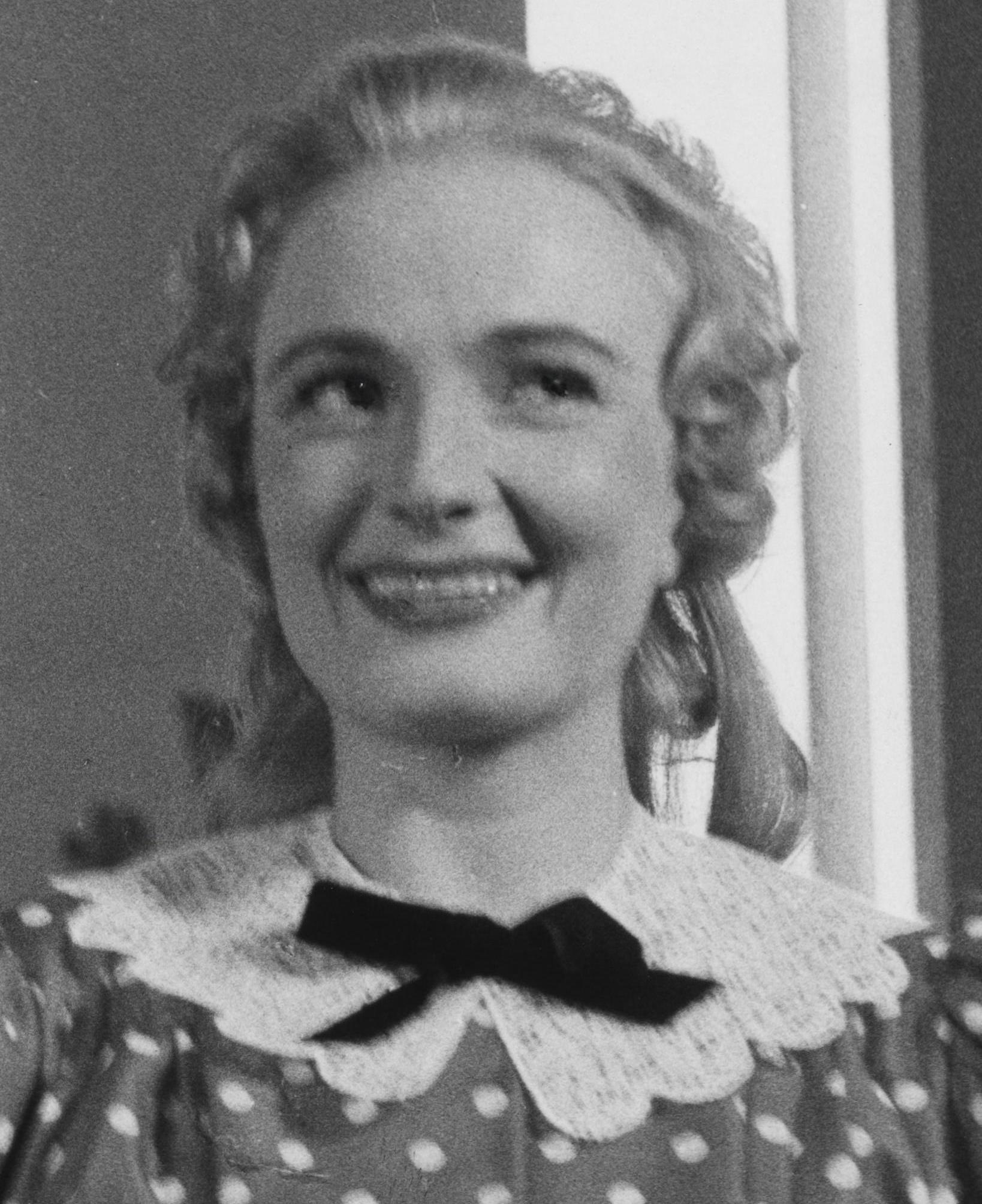
Bab Christensen i "Når den ny vin blomstrer" cirka 1955.

Barbra Karine "Bab" Christensen, född 8 januari 1928 i Oslo, död 10 april 2017, var en norsk skådespelare, dotter till Gerda Ring och Halfdan Christensen, syster till Pelle Christensen och gift med Lasse Kolstad.
Christensen debuterade 1947 på Nationaltheatret, och var sedan anställd vid Den Nationale Scene 1949-1952, Nationaltheatret 1952-1963, Trøndelag Teater 1963-1964, Fjernsynsteatret 1964-1970, och vid Det Norske Teatret från 1970. Hon fick sitt genombrott som Julia i Romeo och Julia 1951, följt av en rad Ibsen- och Shakespeare-roller. Från Fjernsynsteatret är hon särskilt ihågkommen för Nederlaget av Nordahl Grieg. På Det Norske Teatret fick hon särskild uppmärksamhet för roller i realistiska samtidsdramer som Lars Noréns Natten är dagens mor (1991) och som Maria Callas i avskedsföreställningen Master Class (1999). Hon var även sporadiskt aktiv inom filmen, med störst framgång i thrillern På slaget åtte (1957).

## Filmografi (urval)
- 1954 – Heksenetter
- 1957 – Stevnemøte med glemte år
- 1957 – På slaget åtte
- 1957 – Selv om de er små
- 1972 – Ture Sventon, Privatdetektiv
- 1991 – Den lengste reisen (röst, TV-spel)